# Proves d'accés a la universitat
Les Proves d'accés a la universitat (PAU) d'Espanya són una sèrie d'exàmens que tenen per objectiu comprovar i valorar la maduresa acadèmica dels estudiants i avaluar-ne els coneixements adquirits en el batxillerat. Antigament, s'anomenaven també proves d'aptitud per a l'accés a la universitat (PAAU) i són majoritàriament conegudes pel nom de Selectivitat.

## Estructura de la prova
La prova d'accés, per a cada estudiant, té una durada de tres dies, amb un màxim de quatre hores i mitja diàries i consta de dues parts, una relativa a les matèries comunes (amb les assignatures de català, castellà, llengua estrangera i història) i l'altra a les matèries de modalitat. Per a cada matèria es proposa un exercici amb dues opcions de les quals l'estudiant n'ha d'escollir una.
La part obligatòria inclou les matèries de llengües, un examen per escollir entre història o filosofia i una matèria optativa de modalitat. Per als alumnes que necessiten més nota per entrar a la carrera escollida, es pot fer una part voluntària amb dues assignatures de modalitat.

## Abans de la reforma de 2010

### Matèries comunes
- Llengua catalana
- Llengua castellana
- Llengua estrangera (Alemany, Anglès, Francès o Italià)
- Història

### Assignatures específiques
- Arts

1. Dibuix artístic
2. Història de l'art
3. Elecció entre: Tècniques d'expressió graficoplàstiques, Imatge, Fonaments del Disseny o Dibuix Tècnic II

- Lletres

1. Llatí II
2. Història de l'art
3. Elecció entre: Història de l'art, Grec II, Literatura universal o Història de la filosofia

- Ciències socials

1. Matemàtiques aplicades a les Ciències Socials II
2. Economia de l'Empresa i Organització d'empreses II o Història de l'art
3. Geografia

- Ciències tècniques

1. Matemàtiques II
2. Física
3. Elecció entre: Química, Dibuix tècnic II, Tecnologia Industrial, Electrotècnia, Ciències de la Terra i del Medi Ambient o Mecànica II

- Doble via: Ciències tècniques de la salut

1. Matemàtiques II
2. Física
3. Química
4. Biologia

## Assignatures
Com ja s'ha mencionat en la selectivitat es realitzen matèries comunes i matèries de modalitat les quals s'anomenen a continuació.

### Matèries comunes
- Llengua catalana
- Llengua castellana
- Llengua estrangera (a escollir)
- Història
- Troncal de modalitat cursada al batxillerat: Matemàtiques o Matemàtiques aplicades a les C.C.S.S. o Llatí o Fonaments de l'Art

### Matèries de modalitat (segons el batxillerat cursat)
| Humanitats i ciències socials | Ciències i tecnologia | Artístic: arts plàstiques, imatge i disseny | Artístic: arts escèniques, música i dansa |
| --- | --- | --- | --- |
| - Economia de l'empresa II - Economia - Geografia - Grec I i II - Història de l'art - Història del món contemporani - Llatí I i II - Matemàtiques aplicades a les ciències socials I i II - Literatura universal - Literatura catalana - Literatura castellana - Història de la filosofia | - Biologia I i II - Ciències de la terra i del medi ambient I i II - Dibuix tècnic I i II - Electrotècnia I i II - Física I i II - Matemàtiques I i II - Química I i II - Tecnologia industrial I i II | - Cultura audiovisual - Dibuix artístic I i II - Dibuix tècnic I i II -Disseny - Història de l'art - Tècniques d'expressió gràfico-plàstica - Volum | - Anàlisi musical I i II - Anatomia aplicada - Arts escèniques - Cultura audiovisual - Història de la música i de la dansa - Literatura universal - Literatura catalana - Literatura castellana - Llenguatge i pràctica musical |

S'han d'escollir un màxim de quatre: una per a la fase general (obligatòria) i tres, com a màxim, per a la fase específica (voluntària però recomanable per a pujar nota).

## Objectius i característiques
Les PAU tenen com a objectiu valorar la maduresa acadèmica dels estudiants i avaluar-ne els coneixements adquirits en el batxillerat. Les PAU són formulades coordinadament des de les universitats de cadascuna de les comunitats autònomes de l'estat, però amb la col·laboració del professorat de secundària. Les notes de les PAU, juntament amb la mitjana del batxillerat, donen ponderadament la nota d'accés per accedir a estudis universitaris i per ordenar les sol·licituds d'accés quan la demanda supera l'oferta dels centres.
Les PAU tenen les següents característiques:
- Adequació: les proves tenen una estructura ben coneguda. Cada examen dona dues opcions possibles i es garanteix una correspondència entre les qüestions formulades i els temaris del Batxillerat.
- Anonimat: un procés de codificació informàtica garanteix que en tot moment les correccions es facin sense poder determinar l'autoria dels estudiants.
- Igualtat: en cada convocatòria tots els estudiants realitzen simultàniament les mateixes proves.
- Descentralització: les proves tenen lloc en diferents localitats i les diverses oficines repartides pel territori asseguren també processos administratius propers a l'estudiant.

## Equivalents en altres països
No tots els Estats fixen exàmens per accedir a la universitat, en alguns centres funciona el currículum previ o l'expedient acadèmic, mentre que en d'altres no hi ha cap filtre i la mateixa educació superior actua com a mecanisme seleccionador. En molts països, però, existeix un examen equivalent a la Selectivitat espanyola, i es concep o bé com unes proves per donar el títol de batxillerat o bé com un accés a la universitat. Alguns dels exàmens més importants són:
- SAT Reasoning Test (Estats Units i Canadà)
- Hong Kong Advanced Level Examination
- Bagrut (Israel)
- Bac (França)
- Abitur (Alemanya)
- A-level (Anglaterra)
- Maturità (Itàlia)
- International Baccalaureate Diploma
- Vestibular (Brasil)
- Leaving Certificate (Irlanda)